# Equips de la temporada 1997/98 de la Primera Divisió Espanyola
A la temporada 1997/1998 de la primera divisió del futbol espanyol es va recuperar la xifra de 20 equips participants, després de dues temporades jugant-hi 22. El campió va ser el FC Barcelona, mentre que la SD Compostela, el CP Mérida i el Sporting de Gijón hi van perdre la categoria i van baixar a Segona Divisió. Els jugadors què hi van participar en cada equip van ser els següents, ordenats per nombre de partits disputats.

## FC Barcelona
| - Celades 36 - Hesp 36 - Figo 35 - 5 gols - Luis Enrique 34 - 18 gols - Sergi 31 - 2 gols - Reiziger 29 - Giovanni 27 - 9 gols - Rivaldo 34 - 19 gols - Ferrer 24 - Anderson 23 - 10 gols - Amor 23 - Nadal 21 - Ciric 21 - Bogarde 19 - 2 gols | - Roger 18 - Fernando Couto 18 - De la Peña 17 - 2 gols - Òscar 16 - 5 gols - Abelardo 15 - Pizzi 15 - 2 gols - Dugarry 7 - Guardiola 6 - Vítor Baía 2 - Stòitxkov 2 - Busquets 1 - Jofre 1 - Mario Rosas 1 - Amunike 0 |

Entrenador: Louis Van Gaal 38

## Athletic Club de Bilbao
| - Imanol Etxeberria 38 - Alkiza 37 - 1 gol - Etxeberria 36 - 11 gols - Ziganda 35 - 3 gols - Carlos García 34 - 2 gols - Iñigo Larrainzar 34 - 2 gols - Larrazábal 32 - 7 gols - Roberto Rios 32 - 2 gols - Urzaiz 32 - 8 gols - Urrutia 30 - Javi González 30 - 5 gols - Alkorta 29 - 1 gol - Guerrero 29 - 8 gols | - Lasa 28 - 1 gol - Lacruz 17 - Nagore 17 - Patxi Ferreira 16 - Jose Maria 13 - Jorge Pérez 7 - Mario Bermejo 1 - Huegun 1 - César 1 - Valencia 0 - Goikoetxea 0 - Gaizka Garitano 0 |

Entrenador: Luis Miguel Fernández Toledo 38

## Reial Societat
| - Alberto 38 - Pikabea 36 - 1 gol - Loren 35 - 4 gols - Fuentes 34 - Kovačević 33 - 17 gols - López Rekarte 31 - 1 gol - Juan Gómez 30 - De Pedro 30 - 5 gols - Craioveanu 29 - 7 gols - Imaz 28 - Gracia 27 - 4 gols - Mild 24 - Mutiu 21 - 2 gols - De Paula 21 - 6 gols | - Kühbauer 20 - 2 gols - Aranzábal 19 - 1 gol - Cvitanovic 17 - 3 gols - Idiakez 16 - 1 gol - Antía 11 - 1 gol - Aldeondo 10 - 3 gols - Luis Pérez 7 - 1 gol - Imanol 4 - Rubén Vega 3 - Sarriegi 1 - Raúl Iglesias 0 - Albístegi 0 - Sa Pinto 0 |

Entrenador: Bernd Krauss 38

## Reial Madrid
| - Roberto Carlos 35 - 4 gols - Raúl 35 - 10 gols - Seedorf 35 - 6 gols - Redondo 33 - Morientes 33 - 12 gols - Sanchis 32 - 1 gol - Jaime 31 - Suker 29 - 10 gols - Víctor 28 - 2 gols - Hierro 28 - 3 gols - Cañizares 26 - Amavisca 25 - Mijatovic 24 - 10 gols | - Panucci 23 - 1 gol - Karanka 18 - Guti 17 - 1 gol - Karembeu 16 - Illgner 12 - Sávio 12 - 3 gols - Dani 8 - Fernando Sanz Durán 7 - Zé Roberto 6 - Chendo 4 - Contreras 0 - Secretario 0 |

Entrenador: Juup Heynckes

## RCD Mallorca
| - Romero 38 - 3 gols - Olaizola 37 - Marcelino 36 - 2 gols - Valerón 36 - 3 gols - Amato 35 - 13 gols - Stankovic 35 - 4 gols - Mena 35 - 7 gols - Engonga 34 - Iván Campo 33 - 1 gol - Gàlvez 25 - 5 gols - Roa 25 - Eskurza 24 | - Moya 23 - 3 gols - Soler 22 - 1 gol - Monchu 17 - 4 gols - Kike 14 - Ezquerro 14 - 6 gols - Carreras 12 - 1 gol - Palhinha 9 - David 2 - Barbero 1 - Paco Sanz 0 - Milijas 0 |

Entrenador: Héctor Cúper 38

## Celta de Vigo
| - Karpin 37 - 4 gols - Mazinho 37 - 1 gol - Dutruel 36 - Revivo 36 - 7 gols - Oskar Vales 34 - Mostovoi 34 - 8 gols - Ito 34 - 1 gol - Juan Sánchez 31 - 9 gols - Cadete 29 - 7 gols - Berges 28 - 3 gols - Djorovic 27 - 1 gol - Moisés 26 - 5 gols | - Míchel Salgado 25 - Patxi Salinas 24 - 2 gols - Eggen 23 - 2 gols - Geli 22 - Gudelj 19 - 2 gols - Josema 13 - Dutuel 12 - Ratkovic 5 - Bruno Caires 4 - Diezma 2 - Lakabeg 0 |

Entrenador: Javier Iruretagoyena Amiano 38

## Atlètic de Madrid
| - Molina 37 - Aguilera 36 - 2 gols - José Mari 35 - 9 gols - Vizcaíno 33 - 1 gol - Santi 33 - 3 gols - Lardin 32 - 4 gols - Kiko 31 - 6 gols - Andrei 31 - 4 gols - Pantic 29 - 3 gols - Geli 28 - 1 gol - Bejbl 27 - Caminero 25 - 2 gols - Vieri 24 - 24 gols - Juninho 23 - 5 gols | - Prodan 17 - Bogdanovic 14 - 6 gols - Paunović 14 - 6 gols - Toni 13 - Futre 10 - López 7 - Nimny 7 - Ramón 6 - Ezquerro 4 - Roberto 3 - 1 gol - Ivo 2 - Jaro 1 - Tomic 0 - Fortune 0 |

Entrenador: Radomir Antić 38

## Reial Betis
| - Prats 36 - Oli 35 - 9 gols - Finidi 34 - 9 gols - Alexis 32 - 4 gols - Fernando 31 - 2 gols - Alfonso 31 - 10 gols - Merino 30 - Jarni 28 - 6 gols - Cañas 27 - 2 gols - Olias 26 - 1 gol - Solozábal 26 - Nađ 25 - 1 gol | - Márquez 23 - 1 gol - Otero 22 - Cuéllar 19 - 1 gol - Jaume Quesada 19 - Vidakovic 19 - 2 gols - Iván Pérez 17 - Ureña 15 - Luís Fernández 13 - Valerio 3 - Bjelica 3 - Josete 2 - Pinto 1 |

Entrenador: Luis Aragonés 38

## València Club de Futbol
| - Zubizarreta 34 - Đukić 33 - 3 gols - Angloma 32 - 3 gols - Claudio López 32 - 12 gols - Farinòs 31 - 2 gols - Mendieta 30 - 10 gols - Milla 30 - Carboni 29 - Cáceres 29 - Angulo 28 - 3 gols - Vlaović 26 - 7 gols - Soria 23 - Fernando 21 - 1 gol - Juanfran 20 | - Ortega 20 - 2 gols - Ilie 17 - 12 gols - Morigi 15 - 1 gol - Saïb 14 - Del Solar 12 - Gerard 11 - Javi Navarro 6 - Romário 6 - 1 gol - Albelda 5 - Marcelinho Carioca 5 - Camarasa 3 - Campagnuolo 2 - Bartual 2 - Olivera 2 |

Entrenador: Jorge Alberto Valdano Castellano 3, Claudio Ranieri 35

## RCD Espanyol
| - Toni 37 - Cristóbal 35 - Pochettino 35 - 2 gols - Torres Mestre 34 - Arteaga 34 - 4 gols - Quique Martín 33 - 2 gols - Galca 32 - 3 gols - Ouédec 32 - 9 gols - Cobos 32 - Pacheta 29 - 1 gol - Brnovic 27 - Nando 25 - Esnáider 24 - 13 gols - Luis Cembranos 23 - 2 gols - Benítez 22 - 3 gols - Pralija 17 - 1 gol | - Roberto 16 - 1 gol - Milosevic 14 - Javi 7 - Sergio 6 - 1 gol - Àngel Morales 5 - Tamudo 4 - Soldevilla 3 - Raul 1 - David Charcos 1 - De Lucas 1 - Diego Ribera 1 - Lemoine 1 - Aldana 0 - Àlex Fernández 0 - José Mari 0 |

Entrenador: José Antonio Camacho Alfaro 38

## Reial Valladolid
| - César Sánchez 38 - Marcos 37 - Peternac 37 - 13 gols - Benjamín 35 - 2 gols - Santamaría 35 - 1 gol - García Calvo 33 - 1 gol - Peña 31 - Chema 30 - 2 gols - Víctor 29 - 5 gols - Eusebio 26 - 1 gol - Harold Lozano 26 - 1 gol - Quevedo 23 - Klimowicz 20 - 3 gols | - Juan Carlos 20 - Julio César 16 - 2 gols - Canabal 15 - 1 gol - Edú 13 - Torres Gómez 13 - Gutiérrez 10 - Soto 9 - Juan Carlos Gómez 9 - 2 gols - Raúl 6 - Elduayen 0 - Gustavo Díaz 0 - Heinze 0 |

Entrenador: Vicente Cantatore Socci 3, Antonio Sánchez Santos 1, Sergije Krešić 34

## Deportivo de La Corunya
| - Fran 35 - 4 gols - Armando 32 - 2 gols - Songo'o 31 - Naybet 31 - 4 gols - Mauro Silva 31 - Donato 30 - 1 gol - Paco 29 - Bonnissel 27 - Flávio Conceição 27 - 3 gols - Djalminha 26 - 8 gols - Bassir 21 - 5 gols - Ramis 18 - 1 gol - Scaloni 18 - 2 gols - Hélder 15 - 1 gol - Abreu 15 - 3 gols - Luizao 13 - 4 gols - David 11 | - Alfredo 10 - Hadji 10 - Maikel 10 - 1 gol - Nando 9 - Rufai 8 - Manjarín 8 - García Becerra 7 - 1 gol - Madar 7 - 3 gols - Pinillos 7 - Deus 5 - Manteca Martínez 3 - Martins 3 - Padín 2 - Nuno 1 - Aira 1 - Toni García 1 - Kouba 0 |

Entrenador: Carlos Alberto Silva 6, José Manuel Corral García 32

## Reial Saragossa
| - José Ignacio 33 - Juanmi 31 - Sundgren 31 - 1 gol - Kily González 31 - 6 gols - Aguado 31 - 5 gols - Acuña 30 - 3 gols - Yordi 30 - 5 gols - Belsué 29 - 2 gols - Pier 26 - 1 gol - Santi Aragón 26 - 5 gols - Gilmar 25 - Soler 24 - 2 gols - Radímov 24 - 2 gols - Marcos Vales 23 | - Solana 22 - Gustavo López 22 - 1 gol - Garitano 18 - 7 gols - Jamelli 16 - 4 gols - Cuartero 15 - Wooter 14 - 1 gol - Konrad 7 - Garcia Sanjuán 3 - Javi Súarez 2 - Iñigo 1 - José Ángel 1 - Luis Helguera 1 - Torres 1 - Seba 0 |

Entrenador: Luis Costa Juan 38

## Racing de Santander
| - Correa 36 - 15 gols - Ceballos 36 - Schürrer 35 - 1 gol - Bestxàstnikh 34 - 10 gols - Tais 32 - 1 gol - Sietes 32 - Merino 31 - Óscar Arpón 31 - 2 gols - Javi López 30 - 3 gols - Abeijón 30 - 2 gols - José Félix Guerrero 28 - 1 gol - Txema 27 - 1 gol - Conte 27 - Alberto 24 - 5 gols | - Diego López 23 - 2 gols - Hugo Porfírio 20 - 1 gol - Ismael 19 - 1 gol - Sànchez Jara 11 - Suances 4 - Marcos 3 - Billabona 3 - Nando Có 3 - Morán 2 - Porras 1 - Colsa 1 - Márquez 0 - Iñaki 0 |

Entrenador: Marcos Alonso Peña 28, Nando Yosu 10

## Unió Esportiva Salamanca
| - Giovanella 37 - 2 gols - Korino 34 - Pauleta 34 - 15 gols - Vellisca 34 - 1 gol - César Brito 34 - 7 gols - Stelea 30 - Taira 30 - 2 gols - Silvani 29 - 6 gols - Edu Alonso 27 - 1 gol - Lanna 26 - 1 gol - Loren 24 - 1 gol - Pavlicic 24 - Sito 24 - 2 gols - Rogerio 23 - 1 gol | - Iturrino 21 - Zegarra 18 - 1 gol - Popescu 15 - 5 gols - Paulo Torres 15 - Aizpurua 8 - Lombardi 8 - Tulipa 7 - Miljanovic 3 - Harazi 2 - Smeets 1 - Villafañé 1 - Barbarà 1 - Medina 0 - Luis Manuel 0 |

Entrenador: Andoni Goikoetxea Olaskoaga 7, Baltasar Sánchez Martín 3, José Francisco Rojo Arroitia 28

## CD Tenerife
| - Makaay 36 - 5 gols - Domingos 31 - 5 gols - Jokanovic 30 - 3 gols - Juanele 29 - 2 gols - Kodro 29 - 12 gols - Felipe 29 - 1 gols - Llorente 27 - 2 gols - Robaina 27 - Ballesteros 24 - Vierklau 24 - André Luiz 23 - Pinilla 23 - 4 gols - Alexis 23 - 1 gol - Slovák 18 - 1 gol | - Vivar Dorado 18 - 1 gol - Emerson 17 - 1 gol - Antonio Mata 17 - Dani 17 - Pablo Paz 16 - 1 gol - Andersson 15 - Chano 13 - 1 gol - Unzué 12 - Ojeda 11 - Moisés 11 - Álvaro 2 - 1 gol - Benito 1 - Hapal 0 - Vidmar 0 |

Entrenador: Víctor Fernández Braulio 10, Rafael García Cortés 1, Artur Jorge Braga Melo Teixeira 14, Juan Manuel Lillo Díez 13

## SD Compostela
| - Fabiano 37 - 4 gols - Passi 35 - 1 gol - Pènev 34 - 16 gols - Nacho 32 - 1 gol - Bellido 30 - 7 gols - Lekumberri 29 - 2 gols - Popov 28 - 3 gols - Paco Llorente 27 - 1 gol - Mauro 26 - Chiba 26 - 3 gols - Viedma 25 - 1 gol - José Ramón 23 - Ponk 19 - Ohen 19 - 6 gols | - Rafa 18 - Tabuenka 17 - 1 gol - Sion 16 - 6 gols - Hernandez 14 - 1 gol - Manuel 14 - 1 gol - William 13 - 1 gol - Agirretxu 11 - Villena 10 - Changui 6 - 1 gol - Saula 6 - Pignol 3 - Carlos 2 - Sastre 0 - Toño Castro 0 |

Entrenador: Fernando Vázquez Pena 27, Gabriel Leis Veiga 11

## Reial Oviedo
| - Juan González 37 - 9 gols - Berto 36 - Manel 36 - Paulo Bento 36 - Gamboa 34 - Pompei 32 - 9 gols - Dely Valdés 32 - 9 gols - Abel Xavier 31 - Onopko 31 - César 29 - 1 gol - Esteban 28 - Ivan Ania 27 - Joyce Moreno 27 | - Dubovsky 21 - 1 gol - Rivas 17 - 1 gol - Iván 17 - 2 gols - Jaime 13 - Mora 7 - Buljubasich 4 - Losada 4 - 1 gol - Christiansen 3 - Amieva 2 - Suárez 1 - Stojkovski 0 - Cano 0 |

Entrenador: Óscar Washington Tabárez 38

## CP Mèrida
| - Navarro Montoya 38 - Sinval 37 - 7 gols - Gabrich 36 - 1 gol - Luis Sierra 35 - Pablo Alfaro 34 - Jaime Molina 32 - 2 gols - Ruano 31 - 2 gols - De los Santos 31 - 2 gols - Sabas 29 - 7 gols - Mariano 27 - Momparlet 27 - 1 gol - Biagini 27 - 1 gol - Gabi Correa 22 - 1 gol | - Marcos 22 - 4 gols - David Pirri 20 - Pirri Mori 19 - 1 gol - Cléber 17 - 3 gols - Cortés 16 - Radchenko 10 - De Quintana 9 - Monreal 2 - Podbrozny 2 - Ángel Morales 2 - Mendiondo 1 - Leo Franco 0 - Ávila 0 |

Entrenador: Roberto Jorge D'Alessandro Di Ninho 38

## Sporting de Gijón
| - Tomás 31 - 3 gols - Mario Cotelo 31 - José Manuel 27 - Cheryshev 27 - 6 gols - Nikiforov 27 - Álex 26 - 1 gol - Sergio 25 - Poyatos 25 - Mingo 23 - David Cano 22 - 3 gols - Kaiku 21 - 1 gol - Ablanedo II 21 - Manolo Sánchez 19 - Trotta 18 - 3 gols - Pablo 18 - Bango 17 - 2 gols - Lediàkhov 17 - 4 gols - Otero 15 | - Velasco 13 - Villarroya 13 - Juanjo 12 - Luna 12 - 3 gols - Kucharski 12 - 2 gols - Popovic 12 - Acebal 10 - Rodrigao 8 - 1 gol - Kosolapov 6 - 1 gol - Lekovic 5 - Capín 5 - Miguel 4 - 1 gol - Isma 3 - Alberto Ruiz 2 - Fredi 1 - Óscar Fernández 1 - Urbano 0 - Liaño 0 |

Entrenador: Miguel Ángel Montes Busto 4, Antonio Maceda Francés 11, José Manuel Díaz Novoa 16, José Antonio Redondo García 7